# Trecastagni
Trecastagni is een gemeente in de Italiaanse provincie Catania (regio Sicilië) en telt 8936 inwoners (31-12-2004). De oppervlakte bedraagt 19,0 km², de bevolkingsdichtheid is 470 inwoners per km².

## Etymologie
De herkomst van de naam Trecastagni is niet zeker. De meest waarschijnlijke verklaring is dat de naam komt van de aanwezigheid van drie kastanjebomen (tre castagni in het Italiaans) in het dorp. Deze bomen zijn echter vandaag de dag niet meer terug te zien. Een andere mogelijke verklaring is dat de naam komt van 'Tres Casti Agni' (drie zuivere zielen), een verwijzing naar de drie martelaarsbroers die mede-beschermheren van de stad zijn. Deze broers, Alfio, Filadelfio en Cirino, zouden op hun tocht van Messina naar Lentini door het dorp gekomen zijn. Hoewel de gelijkenis tussen hun bijnaam en de naam van het dorp groot is, lijkt deze verklaring toch onwaarschijnlijk.  Tot slot is er nog een derde mogelijke verklaring. In het dorp zouden drie Romeinse legerkampen (trium castrorum) gestaan hebben.

## Impressie

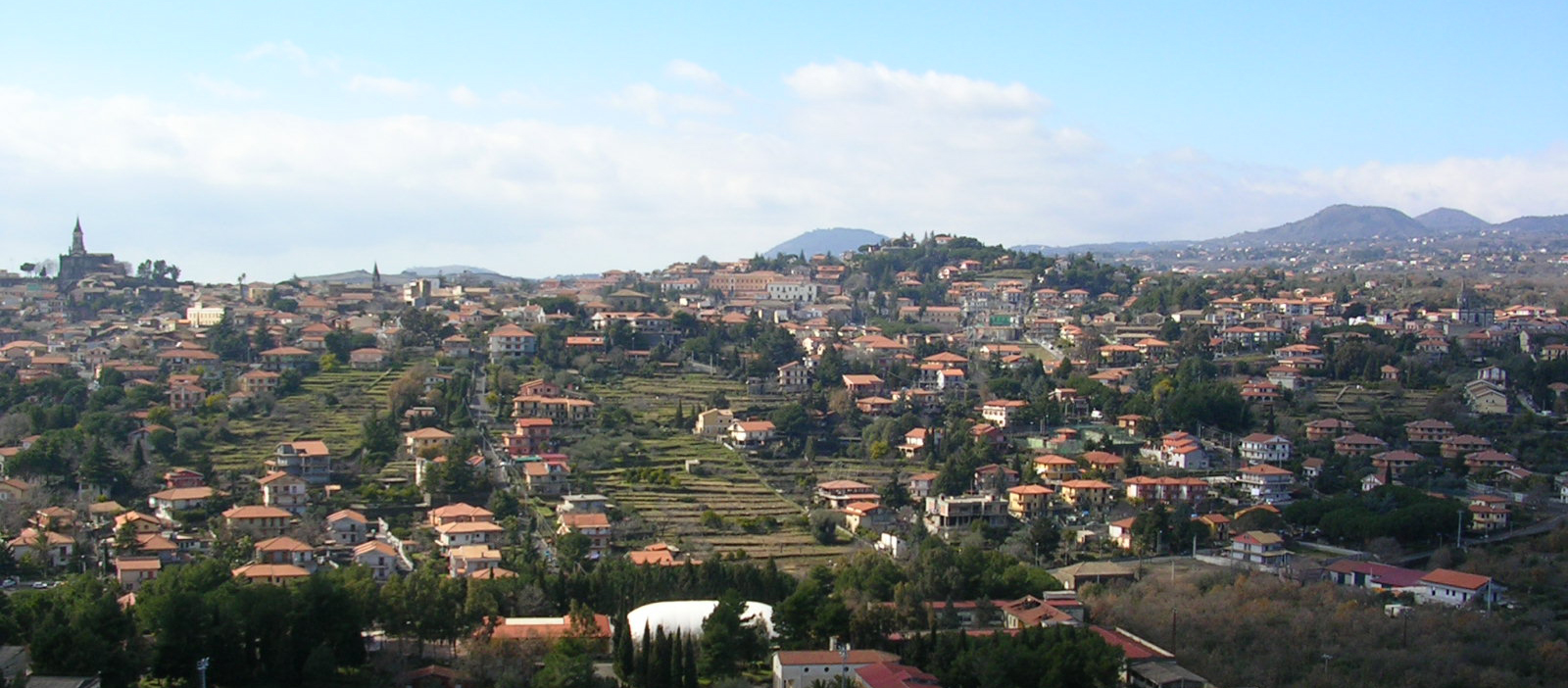
Zicht op Trecastagni
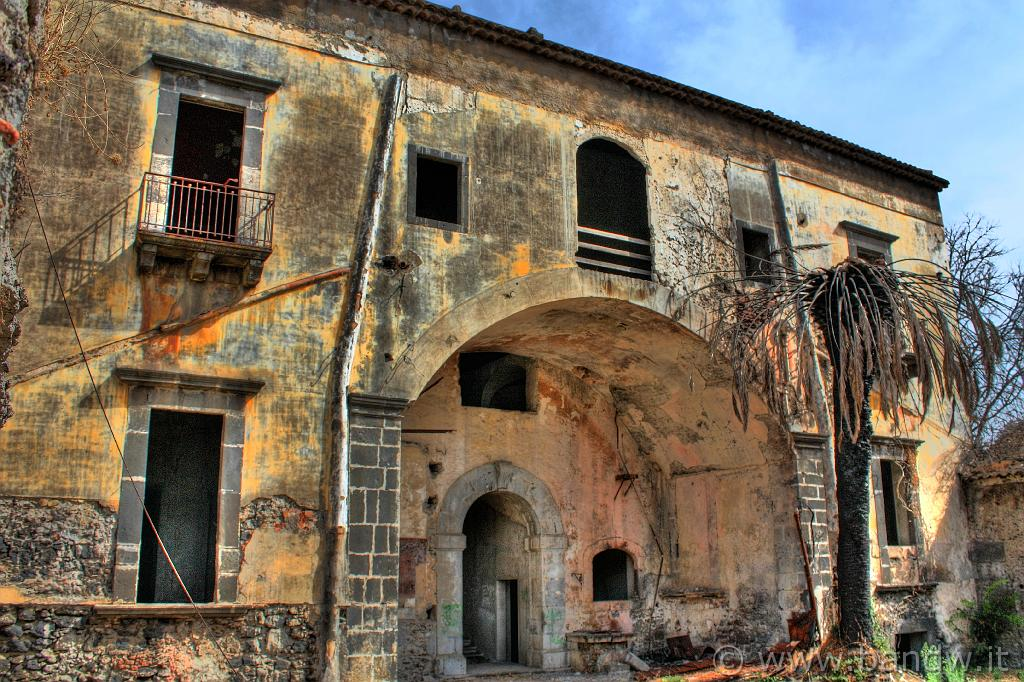
Palazzo Principi di Giovanni
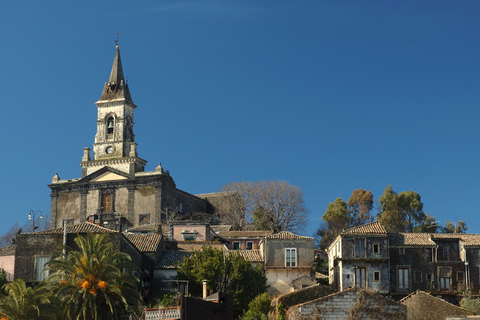
San Nicola di Bari
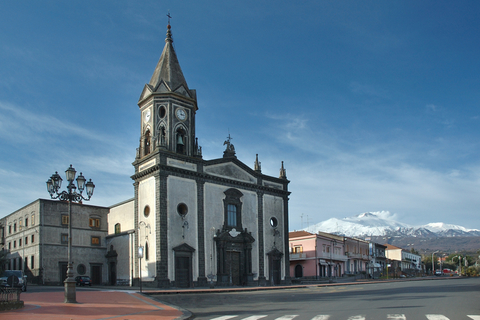
Kerk

## Geografie
De gemeente ligt op ongeveer 586 m boven zeeniveau.
Trecastagni grenst aan de volgende gemeenten: Pedara, San Giovanni la Punta, Viagrande, Zafferana Etnea.